# Marian Skalski
Marian Stanisław Skalski (ur. 4 stycznia 1941 w Ostrowcu Świętokrzyskim) – polski działacz partyjny i samorządowy, w latach 1979–1982 prezydent Jaworzna.

## Życiorys
Syn Zygmunta i Stanisławy. W 1965 wstąpił do Polskiej Zjednoczonej Partii Robotniczej, w 1979 ukończył kurs w ośrodku szkoleniowym przy Komitecie Centralnym PZPR w Warszawie. W 1973 został zastępcą naczelnika Jaworzna, następnie od czerwca 1975 do 1977 był jego wiceprezydentem. Pomiędzy grudniem 1977 a listopadem 1979 sekretarz ds. ekonomicznych Komitetu Miejskiego PZPR tamże, zaś w latach 1979–1982 sprawował funkcję prezydenta Jaworzna. Następnie podjął pracę w Urzędzie Wojewódzkim w Katowicach, w 1983 został członkiem egzekutywy tamtejszego Komitetu Zakładowego.